# Cabanatuan
Cabanatuan est une ville philippine de la province de Nueva Ecija, considérée comme le centre économique de la province.
Au recensement de 2009, la ville comptait 270 722 habitants.

## Personnalités nées à Cabanatuan
- Paolo Ballesteros, acteur et animateur de télévision
- Heber Bartolome, chanteur de folk et rock folk, auteur, compositeur et poète
- Antonio Bautista
- Ruel S. Bayani, réalisateur
- Kathryn Bernardo, actrice, chanteuse et danseuse
- Hernando Castelo
- Oscar Castelo
- Manuel Chua
- Rodel de Leon
- Rony V. Diaz
- Emma de Guzman
- Cristy Fermin, journaliste, animateur de talk show
- Jean-Paul Lizardo (aussi Japoy Lizardo), acteur et compétiteur de taekwondo
- Ameurfina Melencio-Herrera
- Kurt Perez
- Willie Revillame, animateur de télévision et acteur
- Yen Santos, actrice et danseuse
- Vic Sotto, acteur
- Andrea Torres, actrice
- Mary Jane Veloso (en), condamnée à mort pour trafic de drogue
- Néstor de Villa, acteur et danseur